# Yung Lean
Jonatan Leandoer Håstad (n. 18 iulie 1996) cunoscut sub numele de scenă Yung Lean sau jonatan leandoer96, este un rapper, cântăreț, compozitor și producător suedez. Născut în Minsk și crescut în Stockholm, Yung Lean s-a făcut remarcat în 2013, cu piesa „Ginseng Strip 2002”, care a devenit virală pe YouTube. Mai târziu în același ani, și-a lansat mixtape-ul de debut, Unknown Death 2002, urmat de albumul de debut, Unknown Memory, în anul următor. În 2016, își lansează al doilea mixtape, Frost God, și al doilea album, Warlord, urmate de al treilea album, Stranger, în 2017, al treilea mixtape, Poison Ivy, în 2018 și al patrulea album, Starz, în 2020.
Acesta și-a făcut apariția pe ultimul album al rapperului american Travis Scott, Utopia, pe piesa "Parasail" împreuna cu comediantul și actorul american Dave Chapelle.

## Artă
Revista XXL l-a inclus pe Yung Lean în lista din 2014, intitulată „15 European Rappers You Should Know”. Muzica sa a fost descrisă de Entertainment Weekly drept „afiliată” cu mișcarea cloud rap. Site-ul de muzică HighClouds a susținut că muzica lui Yung Lean combină rap-ul cu muzica electronică.
Håstad este și vocalist al formației punk Död Mark, împreună cu producătorul Gud. Albumul de debut al formației, Drabbad av Sjukdom, a fost lansat în 2016. Håstad lansează muzică și sub numele de jonatan leandoer96.

## Influență
Håstad este considerat un pionier al mai multor trenduri din muzica hip-hop a anilor 2010, având contribuții semnificative pentru subgenurile rap emo, cloud rap, lo-fi și SoundCloud rap. Stilul unic și care îmbină genurile i-a permis lui Håstad să lucreze cu diferiți artiști contemporani, precum Kanye West, Frank Ocean, Fredo Santana și Gucci Mane, printre alții.

## Discografie

### Albume
- Unknown Memory (2014)
- Warlord (2016)
- Stranger (2017)
- Starz (2020)
- Psykos (cu Bladee; 2024)

### Mixtape-uri
- Unknown Death 2002 (2013)
- Frost God (2016)
- Poison Ivy (2018)
- Stardust (2022)

### EP-uri
- Lavender (2013)
- Crash Bandicoot & Ghostface / Shyguy (2018)
- Total Eclipse (2019)